# Haworthia herbacea
Haworthia herbacea és una espècie del gènere Haworthia de la subfamília de les asfodelòidies.

## Descripció
Haworthia herbacea és una petita suculenta que forma una roseta de fins a 8 cm de diàmetre i en formen grups atapeïts. Les fulles són de color groc verdós, de fins a 6 cm de llarg, amb un patró reticulat amb zones translúcides entre les venes. Els marges i la quilla tenen franges d'espines blanques i vidrioses fermes. A mesura que madura, les fulles es tendeixen a convertir d'un verd fosc cerós, i les taques són més elevades, de color blanc pur i amb motius aleatoris ambdós costats de les fulles. La inflorescència pot arribar a fer fins a 30 cm de llargada i consta de 30 a 40 flors, on els seus raïms són simples o ocasionalment bifurcades. Les seves flors són grans, de color blanc cremós o beix, amb les puntes rosades. La seva època de floració és a finals de l'hivern fins a la primavera.

## Distribució i hàbitat
Haworthia herbacea és comú a la província sud-africana del Cap Occidental, concretament a l'àrea de Worcester al sud-est a l'est de McGregor, al sud fins a les muntanyes Villiersdorp fins al nord-oest del mateix Worcester.
En el seu hàbitat, creix entre pedres, en sòls pedregosos i en espais de zones herboses.

## Taxonomia
Haworthia herbacea va ser descrita per (Mill.) Stearn i publicat a Cactus and Succulent Journal of Great Britain  7: 40, a l'any 1938.
Etimologia
Haworthia: nom en honor del botànic britànic Adrian Hardy Haworth (1767-1833).
herbacea: epítet llatí que vol dir "herbaci".
Varietats acceptades
- Haworthia herbacea var. herbacea (Varietat tipus)
- Haworthia herbacea var. flaccida M.B.Bayer
- Haworthia herbacea var. lupula M.B.Bayer[6]

Sinonímia
- Aloe herbacea (Basiònim/Sinònim reemplaçat)[7]